# Маноратаварман
Маноратаварман (д/н — бл. 415) — 8-й дхармамагараджа Ліньї бл. 415 року. У в'єтнамських джерелах відомий як  Маняк Лапдат Батма.

## Життєпис
Походив з Другої династії. Ймовірно син одного зі старших синів дхармамагараджи Бхадравармана I, який загинув 413 року. Близько 415 року його стрийко Гангараджаварман I з власної волі або під тиском передав Маноратаварману трон.
Невдовзі стикнувся з заколотом чиновників на чолі із першим міністром Т'єу Ламом (в китайському варіанті Цан Лінєм), що вважав його негідним влади, оскільки його мати не належала до касти брагманів. Невдовзі повалений й замінений зведеним братом Гангараджаварманом II.